# Centrothele gordon
Centrothele gordon là một loài nhện trong họ Lamponidae. Loài này được phát hiện ở Queensland và New South Wales.